# Iacopo Barozzi
Pour les articles homonymes, voir Iacopo II Barozzi et Barozzi.
Iacopo ou Jacopo (Ier) Barozzi (mort vers 1245) est un noble et fonctionnaire vénitien. Il sert en tant que duc de Candie pour le compte de la république vénitienne.

## Biographie
Iacopo Barozzi naît à Venise, dans la paroisse de San Moisè. En commençant par Karl Hopf au cours du XIXe siècle, plusieurs historiens modernes affirment qu'au lendemain de la quatrième croisade, Iacopo prend le contrôle des îles égéennes de Santorin et de Thirassía, les gouvernant comme leur seigneur jusqu'à sa mort vers 1245, date à laquelle son fils, Andrea, lui succède. Cette thèse est réfutée vers la fin des années 1960, lorsqu'il est démontré que la domination des Barozzi sur Santorin ne peut être documentée qu'à partir du début du XIVe siècle, lorsque le petit-fils d'Iacopo, Iacopo II Barozzi, est au pouvoir,,.
Iacopo était inscrit au Grand Conseil, il était l'ambassadeur de Vassano. En 1238, Iacopo Barozzi et Romeo Querini concluent un traité avec Al-Kâmil, le neveu de Saladin. Un dépôt est construit pour les échanges commerciaux et ni les Égyptiens ni les Vénitiens ne pouvaient commettre des actes de piraterie les uns contre les autres. Il possédait une maison à Tyr en 1243.
De 1244 à 1245, il occupe la haute fonction régalienne du duc de Candie, dans la colonie vénitienne de Crète. Il est attesté pour la dernière fois vers 1245, et est probablement mort à peu près à cette date.